# Friz Freleng
Isadore „Friz” Freleng (n. 21 august 1906, Kansas City, Missouri, SUA – d. 26 mai 1995, Los Angeles, California, SUA, cunoscut și ca I. Freleng, a fost un animator american,  regizor,  producător și compozitor cunoscut pentru lucrarea sa Warner Bros.  Looney Tunes  și  Merrie Melodies  seria de cartoon s.
A introdus și / sau a dezvoltat mai multe dintre cele mai mari vedete ale studioului, printre care: Bugs Bunny, Porky Pig, Tweety Bird, [Sylvester Looney Tunes Sylvester the Cat] [Yosemite Sam]] (despre care sa spus că poartă mai mult decât o asemănare trecătoare) și Speedy Gonzales. Directorul principal al studioului Warners, Freleng a regizat mai multe desene animate decât oricare alt regizor din studio (un total de 266) și este, de asemenea, cel mai onorat al regizorilor Warner, câștigând cinci premii Pentru Premiile Academiei de Film Animate [Premiile Academiei]] și trei premii Emmy Awards Format:Dispute inline. După ce Warners a închis studioul de animație în 1963, Freleng și partenerul de afaceri David H. DePatie au înființat DePatie-Freleng Enterprises, care au produs desene animate (în special cele pentru "The Pink Panther Show] "), Secvențe de titluri de filme de lung metraj și desene animate de sâmbătă-dimineață până la începutul anilor 1980.
Porecla "Friz" a venit de la prietenul său, Hugh Harman, care la numit inițial "Congresmanul Frizby", după un senator fictiv care a apărut în piesele satirice în "[Los Angeles Examiner] ] . În timp, acest lucru sa scurtat la "Friz".

## Cariera timpurie
Freleng sa născut în Kansas City, Missouri, unde și-a început cariera în animație la United Film Ad Service. Acolo, el a făcut cunoștință cu alți animatori Hugh Harman și Ub Iwerks. În 1923, prietenul lui Iwerks, Walt Disney, sa mutat la Hollywood și a cerut colegilor săi de la Kansas City să se alăture lui. Freleng, cu toate acestea, a susținut până în 1927, când în cele din urmă sa mutat în California și sa alăturat [Walt Disney Productions | studioul Walt Disney]]. A lucrat alături de alți foști animatori din Kansas City, printre care Iwerks, Harman, Carmen Maxwell și Rudolph Ising. În timp ce la Disney, Freleng a lucrat la desene animate Alice Comedies și Oswald the Lucky Rabbit pentru producătorii Margaret Winkler și Charles Mintz.

## Legături externe
- Friz Freleng la Internet Movie Database
- Friz Freleng la Find a Grave
- Friz Freleng a Loonipedia
- Friz Freleng a Facebook